# Richard Beissel von Gymnich
Richard Graf Beissel von Gymnich (* 28. August 1802 in Schmidtheim; † 21. April 1879 auf Schloss Frens bei Bergheim) war ein deutscher Verwaltungsbeamter, Rittergutsbesitzer und Hofbeamter.

## Leben
Richard Beissel von Gymnich besuchte das Gymnasium in Köln und Mannheim. Nach dem Abitur studierte er an der Ruprecht-Karls-Universität Heidelberg und der Rheinischen Friedrich-Wilhelms-Universität Bonn Rechtswissenschaften. 1824 wurde er Mitglied des Corps Rhenania Bonn. Nach dem Referendariat bei der Regierung in Koblenz war er von 1829 bis 1863 Landrat des Landkreises Schleiden.
Beissel von Gymnich war Majoratsherr auf Schloss Frens, Burg Blens und Schloss Schmidtheim. Er war preußischer Kammerherr und Schlosshauptmann von Koblenz.